# Buso Renkin
Buso Renkin (武装錬金, Busō Renkin, lit. Alquimia das Armas) é uma série de mangá escrita e ilustrada por Nobuhiro Watsuki. A história segue Kazuki Muto, que se torna um guerreiro alquímico na batalha contra monstros alquímicos conhecidos como homúnculos. Busou Renkin foi serializado na revista Weekly Shōnen Jump a partir de junho de 2003 até abril de 2005. Os capítulos individuais foram compilados em dez volumes tankōbon pela editora Shueisha. No Brasil, o mangá foi licenciado e publicado pela Editora JBC.
O mangá foi adaptado em uma série de anime, que foi produzido pelo estúdio Xebec e transmitido pela rede de televisão japonesa TV Tokyo de 2006 até 2007. A série também gerou dois CDs dramas, duas light novels, um jogo eletrônico de PlayStation 2 e diversos outros tipos de mídias de Buso Renkin.
No Japão, o mangá de Buso Renkin vendeu mais de 3 milhões de volumes e foi nominado para um Seiun Award. Ele recebeu uma recepção mista das publicações do mangá e do anime. A arte de Watsuki recebeu os comentários mais positivos dos críticos, enquanto que outros aspectos do mangá, tais como a sua ação e os personagens, dividiram opiniões dos críticos. O anime, que os críticos descrevem como uma série de luta shōnen genérica, recebeu uma recepção em sua maioria negativa.

## Enredo
A narrativa de Buso Renkin segue Kazuki Muto, que salva Tokiko Tsumura e é morto por um monstro alquímico conhecido como um homúnculo. Tokiko, uma guerreira alquimista, que se sente responsável pela sua morte acaba o revivendo, substituindo o coração destruído com um kakugane (核 鉄). O kakugane é um dispositivo alquímico que, quando ativado, toma uma forma de uma arma baseada na personalidade do seu usuário, formando um buso renkin, que é a única coisa que pode destruir um homúnculo. Kazuki cria sua própria buso renkin e junta-se a Tokiko na luta contra os homúnculos e seu mestre, Koushaku Chouno. Chouno, que se renomeou "Papillon", é morto por Kazuki, mas é mais tarde ressuscitado pela L.X.E., um grupo humano homúnculo liderado pelo bisavô de Bakushaku Chouno, que agora se chama de Dr. Borboleta. Depois várias batalhas, Kazuki, Tokiko e o Capitão Bravo (seu líder de equipe) destroem a maioria dos membros da L.X.E.. Depois de descobrir que o Dr. Borboleta acredita que ele seja fraco e inútil, Papillon se rebela contra a L.X.E. e mata o Dr. Borboleta.
Antes de sua morte, o Dr. Borboleta drena a energia dos estudantes da escola de Kazuki para curar e reviver Victor, um ser superior aos humanos e aos homúnculos. Victor é confrontado por Kazuki, mas Victor não fica interessado em lutar e sai. Durante a batalha, no entanto, o kakugane de Kazuki é revelado ser do mesmo tipo do Victor—um kakugane preto criado pelo Exército Alquimista como um protótipo para a pedra filosofal. O kakugane preto absorve as forças da vida humana; para evitar que isso aconteça, a morte de Kazuki é ordenada pelo Exército Alquimista. O Capitão Bravo tenta matar Kazuki, mas Tokiko o encontra vivo. Uma equipe é então enviada para confirmar a morte de Kazuki, mas Kazuki, Tokiko e Gouta Nakamura (um Alquimista Guerreiro e ex-protegido de Tokiko) luta contra os membros da Esquadrão de Re-Exterminação. Mais tarde, o objetivo de matar Kazuki é adiado porque, como o líder dos alquimistas explica, sua prioridade máxima é derrotar Victor.
Kazuki e Tokiko encontram o kakugane branco, que pode negar os efeitos do kakugane preto e é protegido pela filha de Victor, Victoria, que é um homúnculo humanoide. Durante a batalha final do Exército Alquimista contra Victor, Kazuki aplica o poder da kakugane branco em Victor, mas somente o enfraquece. Para proteger a humanidade de ambos, Kazuki propulsa-se Victor para a lua. Mais tarde, Papillion cria um kakugane branco para curar Kazuki. O Exército Alquimista resgata Kazuki, que cria outro kakugane branco e restaura a humanidade de Victor. Reunido com sua filha, Victor pede ao Exército Alquimista para transformá-lo em um homúnculo e diz-lhes que ele e sua filha vão levar todos os homúnculos para a lua. O Exército Alquimista acaba se dedicando a pesquisar uma maneira de reverter os homúnculos de volta aos seres humanos, terminando suas atividades de guerra. Todos os Guerreiros abdicam do seu kakugane. Kazuki e Tokiko voltam para suas vidas diárias enquanto Papillon se torna uma lenda urbana em todo o Japão.

## Produção
Nobuhiro Watsuki começou a escrever Busou Renkin pensando que esse seria seu último mangá shōnen porque ele já tinha explorado ao máximo esse gênero. Embora, tenha pensado em desenhar boas cenas de luta, ele teve problemas para fazê-las. Ele também observou que ele "lutava contra os elementos cômicos". Watsuki pegou várias referências como fontes para Buso Renkin; de suas obras anteriores Rurouni Kenshin e Gun Blaze West para quadrinhos americanos, e para filmes e outros animes e mangás. Apesar de lidar com a alquimia, Watsuki inicialmente evitou mencionar a pedra filosofal, porque ele pensou que poderia ser acusado de plagiar outra série.Durante a publicação da série, Watsuki teve quatro resfriados graves, tornando-o tão fraco que ele não pode terminar o capítulo que deveria enviar a Weekly Shōnen Jump.

## Mídias

### Mangá
O mangá Busou Renkin foi escrito e ilustrado por Nobuhiro Watsuki, os capítulos foram serializados na revista semanal Weekly Shōnen Jump a partir de 23 de junho de 2003 até 25 de abril 2005. Somente os 79 primeiros capítulos foram publicados pela Weekly Shonen Jump, o último capítulo foi publicado em duas partes por outra revista da Shueisha, a Akamaru Jump. Os capítulos foram compilados pela Shueisha em 10 volumes tankōbon, que foram lançados entre 5 de janeiro de 2004 e 4 de abril de 2006.
No Brasil, o mangá foi licenciado e publicado pela Editora JBC entre junho de 2010 e maio de 2011.[carece de fontes?]

### Anime
No Japão, o mangá Busou Renkin foi adaptado em uma série de anime transmitido pela TV Tokyo; que foi dirigido por Takao Kato e produzido pelo estúdio Xebec. O anime Buso Renkin foi ao ar entre 4 de outubro de 2006 e 28 de março de 2007. Os episódios foram lançados mais tarde pela Geneon Universal Entertainment em nove compilações entre 25 de janeiro de 2007 e 21 de setembro de 2007. Uma coletânea de DVDs contendo todos os episódios foi lançada em 26 de novembro de 2009, e relançada em alta definição (HD) em 27 de fevereiro de 2013. A Geneon Universal Entertainment lançou um CD da trilha sonora do anime em 25 de janeiro de 2007.

### CDs
A Shueisha lanço dois CD dramas de Buso Renkin. O primeiro CD foi lançado em 26 de maio de 2005, e o segundo CD foi lançado em 6 de outubro de 2006. Ela também lançou "Expert CDs", que apresenta uma radionovela, que continha as músicas temas de abertura e encerramento. O primeiro CD, Expert CD 1, foi lançado em 28 de março de 2007. O segundo CD, Expert CD 2, foi lançado em 8 de junho de 2007.

### Light novelseguidebook
Duas light novels foram escritas por Kaoru Kurosaki, e ilustradas por Watsuki, e publicadas sob a linha Jump J Books pela Shueisha. A primeira, Buso Renkin Double Slash (武装錬金//), foi publicada em 31 de outubro de 2006, e Buso Renkin Slash Zeta (武装錬金/Z) foi lançada em 25 de maio de 2007. Um guidebook nomeado Buso Renkin Infinity foi publicado pela Shueisha em 2 de maio de 2007.

### Jogos eletrônicos
Dois jogos eletrônicos de luta para Nintendo DS, Jump Super Stars e Jump Ultimate Stars, caracterizam os personagens da série. Um jogo eletrônico para PlayStation 2 desenvolvido e publicado por Marvelous Entertainment foi lançado em 28 de junho de 2007, sob o título Buso Renkin Youkoso Papillon Park e (武装錬金 ようこそパピヨンパークへ). No Japão, action figures, camisas, uma série de jogos de cartas, chaveiros, pulseiras, e uma variedade de outros produtos eram vendidos como mercadorias para a série.

## Recepção
No Japão, Buso Renkin vendeu um total de três milhões de volumes. Na América do Norte, o primeiro volume teve destaque no ranking dos best-selling de romances gráficos da Nielsen BookScan, e o quarto volume da série foi o sétimo best-selling de histórias em quadrinhos de março de 2007, de acordo com a Publishers Weekly. No mesmo ano, ele foi nominado para o Seiun Award para o "Melhor Quadrinho de Ficção científica do Ano".
O mangá recebeu uma recepção mista. A maioria dos críticos chegaram a um consenso em relação à alta qualidade da arte do mangaká, descrevendo-a como "viva", "sólida" e "limpa e bem feita". Outros aspectos da série têm dividido opiniões dos críticos. Michael Aronson elogiou os design dos inimigos, enquanto Carlo Santos do Anime News Network (ANN) os criticou, descrevendo a série que "não é muito divertida de ler, e certamente nenhum divertimento a olhar". Escrevendo para o Active Anime, Sandra Scholes encontrou pontos interessantes na história da série, e elogiou a sua ação. Santos disse que a ação, "tem toda a movimentação e emoção de uma ação shōnen", e Leroy Douresseaux do Comic Book Bin chamou a série de "uma mistura de Dragon Ball Z com Naruto, mas cheio de ainda mais estranhezas".
Aronson disse que a narrativa e a ação precisa de "clareza". Leigh Dragoon do Sequential Tart descreveu Buso Renkin como "derivado" e "banal", e chamou os personagens de "completamente esquecíveis". Por outro lado, Patti Martinson escreveu para o mesmo site afirmando "que são distintos e interessantes". Martinson notou a "complexidade do enrendo", embora ela disse que não é difícil de seguir. Ela acrescentou que havia "uma grande quantidade de material" que poderia ser desenvolvido ao longo da série. Holly Ellingwood elogiou o volume final, indicando que Watsuki fez "um fabuloso trabalho de cobrir todas as frentes e os vários personagens, fazendo malabarismos com eles" e que ele termina a história "de uma forma incrível".

O anime foi recebido com recepção da crítica na maior parte negativa. O crítico do ANN Zac Bertschy disse que Buso Renkin "não tem nada de especial", criticando a "exposição de uma trama esfarrapada" e seus clichês, mas elogiou a forma como "é inserida a ação". Escrevendo para o ANN, Luke Carroll afirmou que a série é genérica e que se tornou "Um pouco mais tolerável... durantes os seus momentos de luz no coração". Carl Kimlinger do ANN disse que o anime segue "uma formula de luta shōnen"; ele elogiou a caracterização de Tokiko, dizendo que é uma das características que distinguem a série. Kimlinger também elogiou a maneira como ele "melhora consideravelmente" por causa de suas reviravoltas na trama. Andy Hanley do UK Anime Network também chamou de "genérico" o início da série, mas disse que "tem uma sacada bastante interessante" no segundo volume do DVD. Chris Beveridge do Mania elogiou o equilíbrio entre o humor e o "lado mais leve", e afirmou que Buso Renkin "pegou os clichês e as óbvias ideias e as colocou de uma forma envolvente e divertida".